# Hounds of Love
Hounds of Love peti je studijski album britanske pjevačice i kantautorice Kate Bush. Diskografska kuća EMI Records objavila ga je 16. rujna 1985. godine. Postigao je komercijalni uspjeh i vratio Bush u glavnu struju nakon relativno slabe prodaje prethodnog uratka The Dreaming iz 1982. godine. Glavni singl s albuma, "Running Up That Hill (A Deal with God)", postao je jedna od najuspješnijih Bushinih pjesama. S prve su strane albuma objavljena još tri uspješna singla: "Cloudbusting", "Hounds of Love" i "The Big Sky". Druga strana, čiji je podnaslov The Ninth Wave ("Deveti val"), sastoji se od konceptualne suite o osobi koja usamljeno pluta na moru tijekom noći.
Hounds of Love dobio je pohvale kritičara nakon objave i u retrospektivnim recenzijama. Brojni obožavatelji i recenzenti smatraju ga najboljim Bushinim albumom, a često se navodi i kao jedan od najboljih albuma svih vremena. Drugi je Bushin album koji se pojavio na vrhu britanske glazbene ljestvice i njezin je najprodavaniji uradak – postigao je dvostruku platinastu nakladu za 600.000 prodanih primjeraka u Ujedinjenom Kraljevstvu. Do 1998. godine prodan je u 1,1 milijun primjeraka diljem svijeta. U SAD-u je ušao u prvih četrdeset mjesta na ljestvici Billboard 200. Godine 1986. nominiran je za najbolji britanski album na dodjeli nagrada Brit, a na toj su dodjeli nominirani i singl "Running Up That Hill (A Deal with God)" (za najbolji britanski singl) i sama Bush (za najbolju Britanku).

## Snimanje
Diskografsku kuću EMI, s kojom je Bush imala ugovor, zabrinjavala je loša prodaja njezinog četvrtog albuma The Dreaming, pogotovo zbog toga što je bilo potrebno dosta vremena za snimanje tog uratka. U intervjuu za Daily Mail Bush je izjavila: "Dovršila sam svoj posljednji album, obavila promidžbu i našla se u nekoj vrsti limba. Bilo mi je potrebno četiri ili pet mjeseci da opet počnem pisati. Vrlo je teško kad radite godinama i snimate album za albumom. Potrebne su vam nove stvari da vas potaknu. Zato sam odlučila dio ljeta provesti s dečkom, obitelji i prijateljima. Nisam bila pjevačica Kate Bush; samo sam bila ja." U ljeto 1983. Bush je prenamijenila staju u blizini obiteljske kuće i u njoj izgradila vlastiti studio s dvadeset i četiri kanala.
Bush je počela snimati demosnimke za Hounds of Love u siječnju 1984. Tijekom rada na samom albumu Bush nije ponovno snimala glazbu, nego je uzela demosnimke i uređivala ih. Nakon pet mjeseci počela je presnimavati i miksati album, a sam je proces trajao godinu dana. Služila se sintesajzerom Fairlight CMI, klavirom, tradicionalnim irskim glazbalima i slojevitim vokalnim dionicama. Koral u pjesmi "Hello Earth" preuzet je iz dijela tradicionalne gruzijske pjesme "Tsintskaro", a izvodi ga zbor Richard Hickox Singers. Rečenice "It's in the trees! It's coming!" ("U drveću je! Dolazi!") na početku naslovne skladbe semplirane su iz scene seanse u britanskom filmu strave Noć demona iz 1957. godine; izgovara ih glumac Maurice Denham (premda se u filmu čini kao da ih izgovara Reginald Beckwith).
Album se sastoji od dviju suita – prvu stranu čini Hounds of Love, a drugu stranu čini konceptualno djelo od sedam pjesama, The Ninth Wave. Bush je za potonju stranu izjavila: "[Govori] o osobi koja je tijekom noći sama u vodi. Govori o njezinoj prošlosti, sadašnjosti i budućnosti koje ju drže budnom, ne dopuštaju joj da potone, da zaspi sve dok ne dođe jutro."

## Objava i promidžba
Dana 5. kolovoza 1985. Bush je izvela novu pjesmu "Running Up That Hill (A Deal with God)" u razgovornoj emisiji Wogan Terryja Wogana na televizijskom programu BBC1. Singl s tom pjesmom pojavio se na devetom mjestu britanske glazbene ljestvice i na koncu se popeo do trećeg mjesta, što je do danas drugo najviše mjesto koje je zauzeo singl Kate Bush (prvo mjesto na toj ljestvici zauzeo je njezin debitantski singl "Wuthering Heights").
Proslava objave albuma održala se 5. rujna 1985. u Londonskom planetariju; tad su se Bush i Del Palmer prvi put službeno pojavili u javnosti kao par. Pozvani su gosti mogli slušati cijeli album i gledati laserski spektakl unutar planetarija. EMI Records objavio je Hounds of Love 16. rujna 1985. godine na gramofonskoj ploči, XDR-kazetama i CD-u. Pojavio se na prvom mjestu britanske ljestvice albuma, a s te je pozicije maknuo Madonnin uradak Like a Virgin. Označio je Bushin ulazak na američke ljestvice, a njezin je singl "Running Up That Hill (A Deal with God)" ušao u najviših četrdeset mjesta. Za određene pjesme na albumu snimljeni su glazbeni spotovi; jedna od tih pjesama je "Cloudbusting", čiji je spot režirao Julian Doyle, a u kojem je glumio i Donald Sutherland. Kao i sama pjesma, spot je nadahnut životom psihologa Wilhelma Reicha.
Godine 1986. objavljeno je popratno izdanje uz album koje se sastojalo od dvadesetominutne videotrake i LaserDisca The Hair of the Hound, na kojima se nalaze spotovi za pjesme "Running Up That Hill (A Deal with God)", "Hounds of Love", "The Big Sky" i "Cloudbusting".
Dana 16. lipnja 1997. objavljena je remasterirana inačica albuma na CD-u kao dio EMI-jeve serije reizdanja "First Centenary". Ta inačica uratka sastoji se od šest bonus pjesama: mikseva pjesama "The Big Sky" i "Running Up That Hill (A Deal with God)" za dvanaestoinčne ploče i B-strana "Under the Ivy", "Burning Bridge", "My Lagan Love" i "Be Kind to My Mistakes", od kojih je posljednja pjesma napisana za film Castaway Nicolasa Roega iz 1986. godine; pojavljuje se u uvodnoj sceni.
Godine 2010. Audio Fidelity objavio je Hounds of Love u gramofonskoj inačici; tu je verziju albuma remasterirao Steve Hoffman.
Dana 16. travnja 2011., na Dan prodavaonica albuma, Audio Fidelity objavio je desetoinčnu gramofonsku ploča roza boje koja sadrži četiri pjesme s albuma ("The Big Sky", "Cloudbusting", "Watching You Without Me" and "Jig of Life"). Naklada je ograničena na 1000 primjeraka diljem svijeta.
Tijekom koncerata Before the Dawn 2014. godine Bush je prvi put uživo izvela gotovo sve pjesme s albuma; jedino nije otpjevala "The Big Sky" i "Mother Stands for Comfort". "Running Up That Hill (A Deal with God)" već je uživo izvela 1987. godine s Davidom Gilmourom iz Pink Floyda na trećem održanom Secret Policeman's Ballu.

## Recenzije
U vrijeme objave u Ujedinjenom Kraljevstvu uradak je dobio iznimno visoke ocjene recenzenata. Časopis Sounds u svojoj mu je recenziji dao pet zvjezdica od pet i nazvao ga "dramatičnim, dirljivim i divlje, besramno, predivo romantičnim", a kasnije je zaključio: "Kad bih smio psovati, rekao bih da je Hounds of Love j***no izvrstan, ali mama mi ne da." NME je izjavio: "Hounds of Love zasigurno je čudan. Nije to album za suicidalne osobe ili za mame i tate. Nasilje na The Dreamingu pretvorilo se u očaj, zbunjenost i strah – uglavnom zbog ljubavi, nečega što ostaje ključno u Bushinim pjesmama." Recenzent se također narugao ideji da je Bush, zato što je potpisala ugovor s EMI Recordsom dok je bila tinejdžerica, dopustila tom izdavaču da je preoblikuje kako on želi; sugerirao je da se dogodilo upravo suprotno, da se poslužila sustavom u svoju korist: "Naša je Kate genijalka, najrjeđi tip samostalnog izvođača koji je ova država ikad izrodila. I skeptike će natjerati da plešu kako ona svira. Kćer tvrtke zaista je prevarila sustav i čineći to stvorila je najbolji album godine." Melody Maker manje je bio naklonjen albumu; izjavio je: "Na ovom je uratku naučila da možeš imati kontrolu i ne žrtvovati strast; težak ritmički odsjek u kombinaciji s preizbirljivim aranžmanima posve je poražava". Pogotovo ga je razočarala suita The Ninth Wave na drugoj strani albuma, za koju je komentirao: "[Bush] previše traži od slušatelja, tematika je previše zbunjena, a izvedba je previše zahtjevna i izvještačena da bi ovo moglo biti potpuno djelo".
Uradak je u SAD-u izazvao podijeljene reakcije. Časopis Spin dodijelio mu je naziv "platter du jour" (album mjeseca), i izjavio da je iz "[uočljivih] natruha klasične glazbe, opere, primitivnih i ludih stilova pop-glazbe vidi da Kate stvara glazbu koja ne poznaje granice glazbene strukture ili načina na koji se izražava nutrina". Dodao je: "Iako se njezinu eklektičnost nagrađuje i hvali u njezinoj domovini, njezinu se genijalnost ovdje ignorira, što je svakako sramotno za tako pustolovnu i prirodno teatralnu umjetnicu [...]. [Nadam se da bi] joj taj album mogao priskrbiti dobro zasluženu pažnju u američkoj glavnoj struji." Međutim, Rolling Stone u prvoj recenziji Bushina albuma nije bio impresioniran: "Gospodarica mističnosti isplela je još jedan album koji istovremeno zasljepljuje i dosađuje. Kao što je bio slučaj s the Beatlesom na kasnijim uradcima, Bush ne zabrinjava izvođenje glazbe uživo i njezine orkestracije rastu do granica tehnologije. Međutim, za razliku od the Beatlesa Bush korištenjem egzotičnih motiva čini pjesme prekičastima... Nema spora oko njezinog iznimnog talenta, ali kao što je slučaj s Jonathanom Richmanom, drugim vječnim djetetom rocka, njezina vizija činit će se smiješnom onima koji vjeruju da se djecu treba vidjeti, ali ne i čuti." The New York Times opisao je glazbu na albumu kao "pomalo vrijedan, proračunat ženski art rock" i Bush je nazvao "pravom majstoricom instrumentalnih tekstura", dok je The Independent Hounds nazvao "prog-pop maskenbalom od albuma." Pitchfork Media albumu je dodijelila najvišu ocjenu i istaknula da je nastao pod utjecajem synthpopa i progresivnog rocka, ali da je ipak ostao odvojen od obaju stilova. Časopis Spin nazvao ga je "klasikom art-popa".

### Priznanja
Pitchfork je uvrstio album na četvrto mjesto popisa 200 najboljih albuma iz 1980-ih.
U javnoj anketi koju je proveo NPR Hounds of Love pojavio se na četvrtom mjestu popisa 150 najboljih albuma svih vremena ženskih izvođača.
Uradak se pojavio na desetom mjestu popisa najboljih albuma iz 1985. NME-jevih recenzenata.
Godine 1998. čitatelji časopisa Q izglasali su Hounds of Love kao četrdeset i osmi najbolji album svih vremena, a dvije godine kasnije isti ga je časopis postavio na dvadeseto mjesto popisa "100 najboljih britanskih albuma"; godine 2002. uvrstio ga je na treće mjesto popisa "najboljih albuma ženskih izvođača". Godine 2006. postavio ga je na četvrto mjesto popisa "40 najboljih albuma iz 80-ih". U siječnju 2006. NME ga je proglasio 41. najboljim britanskim albumom. U devetnaestom izdanju knjige British Hit Singles & Albums, koje je Guinness objavio u svibnju 2006. godine, nalazi se popis najboljih 100 albuma svih vremena sastavljen prema glasovima čitatelja knjige i NME-ja, na kojem se Hounds of Love nalazi na sedamdesetom mjestu. Godine 2008. The Atlanta Journal-Constitution izjavio je da bi se trebalo uzeti taj album u obzir pri navođenju albuma objavljenih između 1978. i 1988. koji su izdržali test vremena i ostali utjecajni i zabavni do danas. Godine 2012. Slant Magazine postavio je uradak na deseto mjesto popisa "Najbolji albumi iz 1980-ih". NME ga je postavio na 48. mjesto popisa "500 najboljih albuma svih vremena".

## Popis pjesama
Sve pjesme napisala je i skladala Kate Bush, osim tradicionalnog gruzijskog korala u pjesmi "Hello Earth".
| A-strana: Hounds of Love | A-strana: Hounds of Love                 | A-strana: Hounds of Love | A-strana: Hounds of Love | A-strana: Hounds of Love | A-strana: Hounds of Love | A-strana: Hounds of Love | A-strana: Hounds of Love | A-strana: Hounds of Love | A-strana: Hounds of Love |
| Br.                      | Skladba                                  | Trajanje                 |                          |                          |                          |                          |                          |                          |                          |
| ------------------------ | ---------------------------------------- | ------------------------ | ------------------------ | ------------------------ | ------------------------ | ------------------------ | ------------------------ | ------------------------ | ------------------------ |
| 1.                       | »Running Up That Hill (A Deal with God)« | 5:03                     |                          |                          |                          |                          |                          |                          |                          |
| 2.                       | »Hounds of Love«                         | 3:02                     |                          |                          |                          |                          |                          |                          |                          |
| 3.                       | »The Big Sky«                            | 4:41                     |                          |                          |                          |                          |                          |                          |                          |
| 4.                       | »Mother Stands for Comfort«              | 3:07                     |                          |                          |                          |                          |                          |                          |                          |
| 5.                       | »Cloudbusting«                           | 5:10                     |                          |                          |                          |                          |                          |                          |                          |
| 21:03                    |                                          |                          |                          |                          |                          |                          |                          |                          |                          |

| B-strana: The Ninth Wave | B-strana: The Ninth Wave  | B-strana: The Ninth Wave | B-strana: The Ninth Wave | B-strana: The Ninth Wave | B-strana: The Ninth Wave | B-strana: The Ninth Wave | B-strana: The Ninth Wave | B-strana: The Ninth Wave | B-strana: The Ninth Wave |
| Br.                      | Skladba                   | Trajanje                 |                          |                          |                          |                          |                          |                          |                          |
| ------------------------ | ------------------------- | ------------------------ | ------------------------ | ------------------------ | ------------------------ | ------------------------ | ------------------------ | ------------------------ | ------------------------ |
| 6.                       | »And Dream of Sheep«      | 2:45                     |                          |                          |                          |                          |                          |                          |                          |
| 7.                       | »Under Ice«               | 2:21                     |                          |                          |                          |                          |                          |                          |                          |
| 8.                       | »Waking the Witch«        | 4:18                     |                          |                          |                          |                          |                          |                          |                          |
| 9.                       | »Watching You Without Me« | 4:06                     |                          |                          |                          |                          |                          |                          |                          |
| 10.                      | »Jig of Life«             | 4:04                     |                          |                          |                          |                          |                          |                          |                          |
| 11.                      | »Hello Earth«             | 6:13                     |                          |                          |                          |                          |                          |                          |                          |
| 12.                      | »The Morning Fog«         | 2:34                     |                          |                          |                          |                          |                          |                          |                          |
| 26:21                    |                           |                          |                          |                          |                          |                          |                          |                          |                          |

| 13. | »The Big Sky (MeTeorogical Mix)«                                            | 7:44 |
| 14. | »Running Up That Hill (12" Mix)«                                            | 5:45 |
| 15. | »Be Kind to My Mistakes«                                                    | 3:00 |
| 16. | »Under the Ivy«                                                             | 2:08 |
| 17. | »Burning Bridge«                                                            | 4:38 |
| 18. | »My Lagan Love« (tradicionalna pjesma; novi tekst napisao John Carder Bush) |      |

## Zasluge
| Kate Bush - Kate Bush – vokali, Fairlightov sintesajzer, klavir, dizajn Dodatni glazbenici - Alan Murphy – gitara (na pjesmama 1, 3 i 8) - Del Palmer – programiranje LinnDruma; bas-gitara (na pjesmama 1, 10 i 12); pljesak (na pjesmi "The Big Sky"); prateći vokali (na pjesmi "Cloudbusting"); Fairlightova bas-gitara (na pjesmi "Waking the Witch"); tonska obrada - Paddy Bush – balalajka (na pjesmi "Running Up That Hill (A Deal with God)"); prateći vokali (na pjesmi "Cloudbusting"); didžeridu (na pjesmi "The Big Sky"); harmoniziranje (na pjesmi "Under Ice"); violina i fujara (na pjesmi "The Morning Fog") - Stuart Elliott – bubnjevi (na pjesmama 1, 2, 4, 5, 9, 10 i 11) - Charlie Morgan – bubnjevi (na pjesmama 2, 3, 5, 8 i 10); pljesak (na pjesmi "The Big Sky") - Jonathan Williams – violončelo (na pjesmi "Hounds of Love") - Martin Glover – bas-gitara (na pjesmi "The Big Sky") - Morris Pert – udaraljke (na pjesmi "The Big Sky") - Eberhard Weber – bas-gitara (na pjesmama 4 i 11) - The Medici Sextet – gudačka glazbala (na pjesmi "Cloudbusting") - Dave Lawson – aranžman gudačkih glazbala (na pjesmi "Cloudbusting") - Brian Bath – prateći vokali (na pjesmi "Cloudbusting"); gitara (na pjesmi "Hello Earth") - John Carder Bush – prateći vokali (na pjesmi "Cloudbusting"); naracija (na pjesmi "Jig of Life") - Dónal Lunny – buzuki (na pjesmama 6, 10 i 11), bodhrán (na pjesmi "Jig of Life") - John Sheahan – zviždaljke (na pjesmama 6 i 10), violina (na pjesmi "Jig of Life") - Kevin McAlea – sintesajzer i sekvencer (na pjesmama 8 i 12) - Danny Thompson – kontrabas (na pjesmi "Watching You Without Me") - Liam O'Flynn – irske gajde (na pjesmama 10 i 11) - The Richard Hickox Singers – pjevački zbor (na pjesmi "Hello Earth") - Richard Hickox – vokali, dirigent zbora (na pjesmi "Hello Earth") - Michael Berkeley – aranžman vokala (na pjesmi "Hello Earth") - John Williams – gitara (na pjesmi "The Morning Fog") | Ostalo osoblje - Brian Tench – tonska obrada; miksanje (osim na pjesmama 2 i 4) - Haydn Bendall – tonska obrada - Paul Hardiman – tonska obrada - Nigel Walker – tonska obrada - James Guthrie – tonska obrada - Bill Somerville-Large – tonska obrada - Pearce Dunne – pomoćnik pri tonskoj obradi - Julian Mendelsohn – miksanje (pjesama 2 i 4) - Ian Cooper – uređivanje - Chris Blair – digitalno remasteriranje - John Carder Bush – fotografija - Bill Smith Studio – dizajn |

## Ljestvice
| Ljestvica (1985. – 1986.) | Najviša Pozicija |
| ------------------------- | ---------------- |
| Australija                | 6.               |
| Austrija                  | 14.              |
| Francuska                 | 9.               |
| Japan                     | 36.              |
| Kanada                    | 7.               |
| Nizozemska                | 1.               |
| Norveška                  | 12.              |
| Novi Zeland               | 17.              |
| Njemačka                  | 2.               |
| SAD (Billboard 200)       | 30.              |
| Švedska                   | 9.               |
| Švicarska                 | 3.               |
| Ujedinjeno Kraljevstvo    | 1.               |